# Bressolles (Ain)
Bressolles egy település Franciaországban, Ain megyében. Lakosainak száma 1003 fő (2022. január 1.). Bressolles Balan, Béligneux, Bourg-Saint-Christophe, Dagneux, Faramans és Pizay községekkel határos.

## Népesség
A település népességének változása:
| Lakosok száma | 252  | 446  | 480  | 689  | 812  | 871  | 911  | 934  | 951  | 1003 |
|               | 1968 | 1982 | 1990 | 2006 | 2013 | 2015 | 2017 | 2019 | 2020 | 2022 |